# Cassida rubiginosa
Cassida rubiginosa är en skalbaggsart som beskrevs av Müller 1776. Cassida rubiginosa ingår i släktet Cassida och familjen bladbaggar. Arten är reproducerande i Sverige. Inga underarter finns listade i Catalogue of Life.

## Bildgalleri

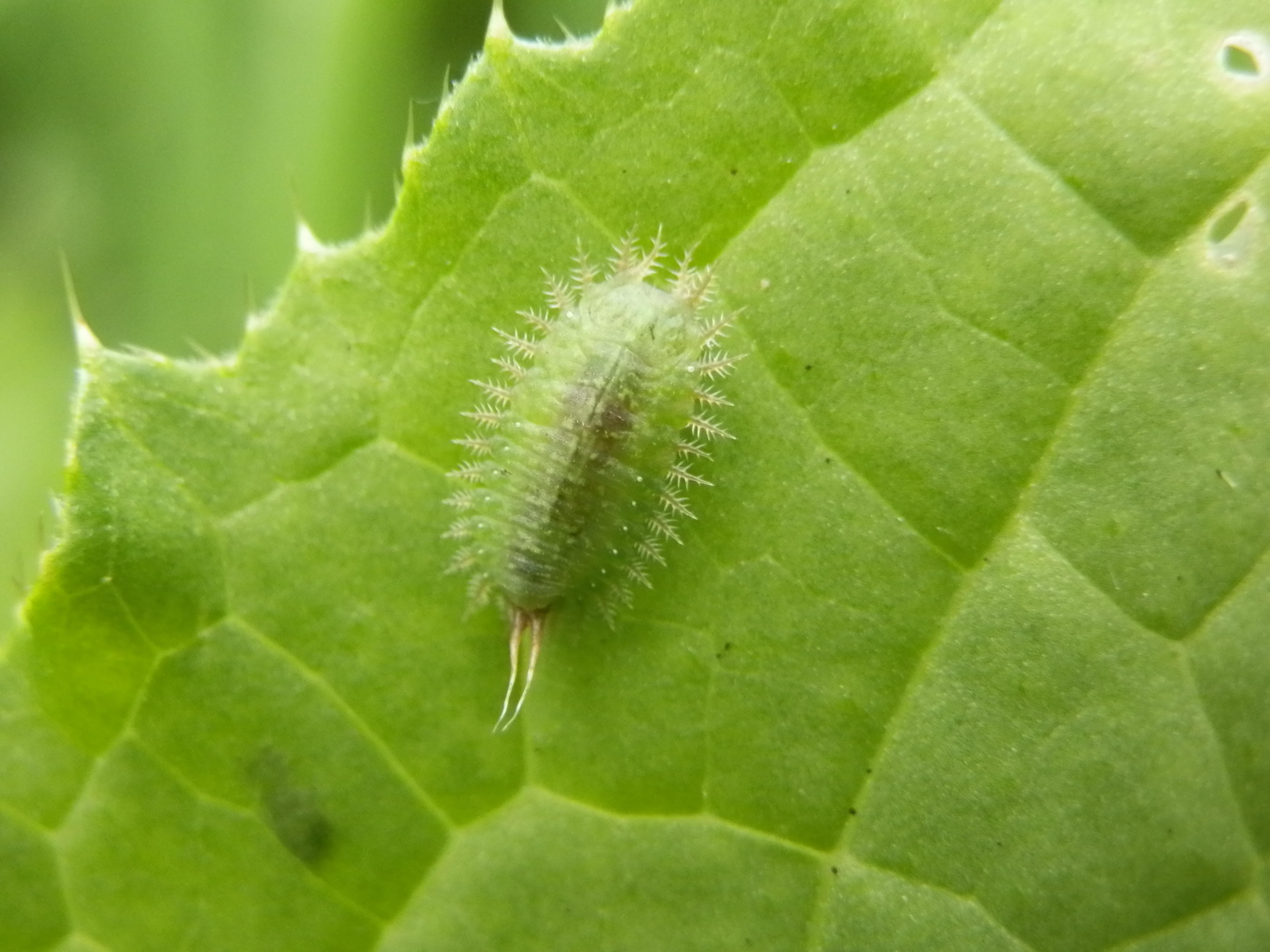
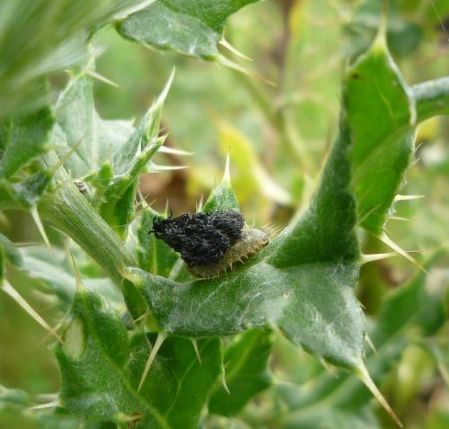
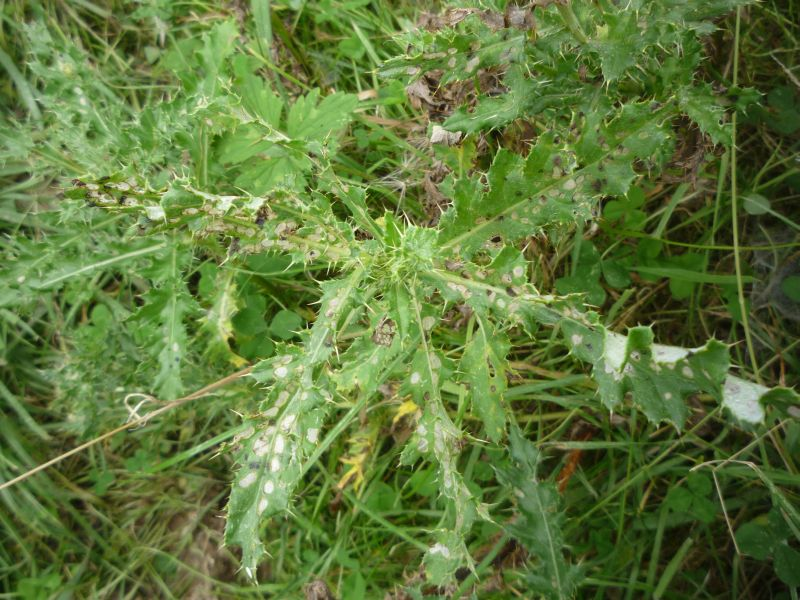
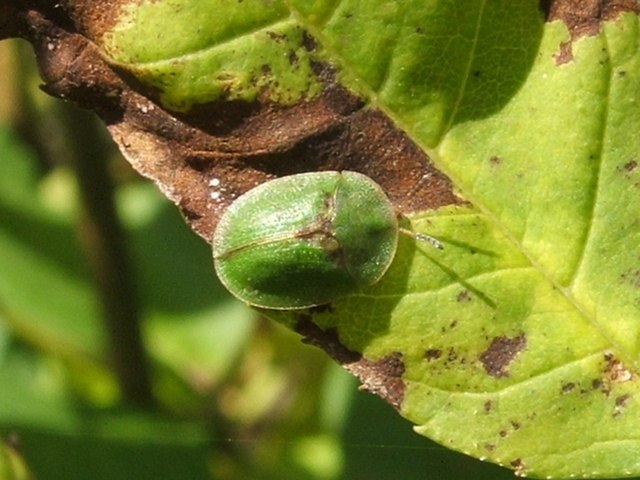